# Ambassador Hotel (Los Angeles)

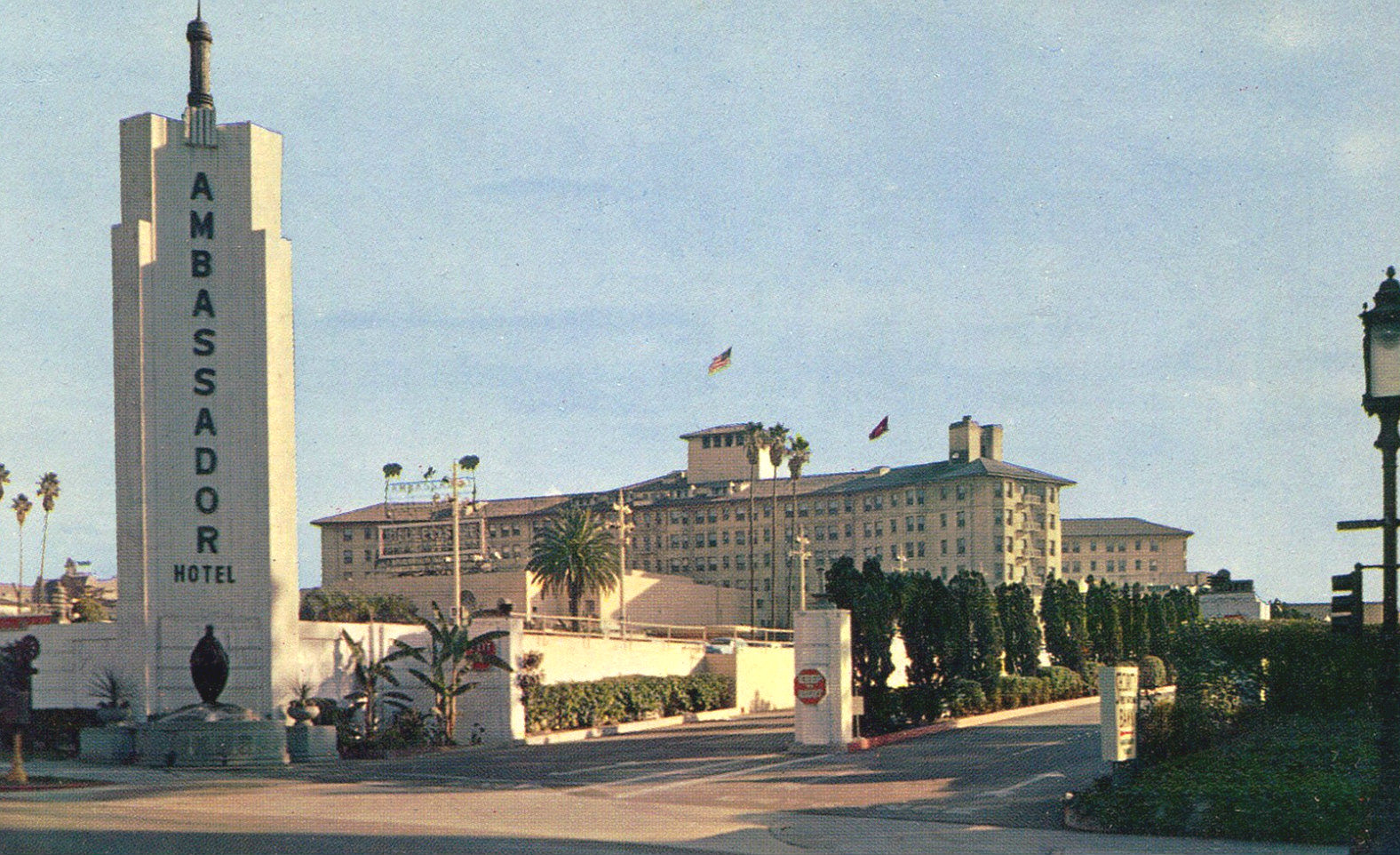
Ambassador Hotel circa 1959

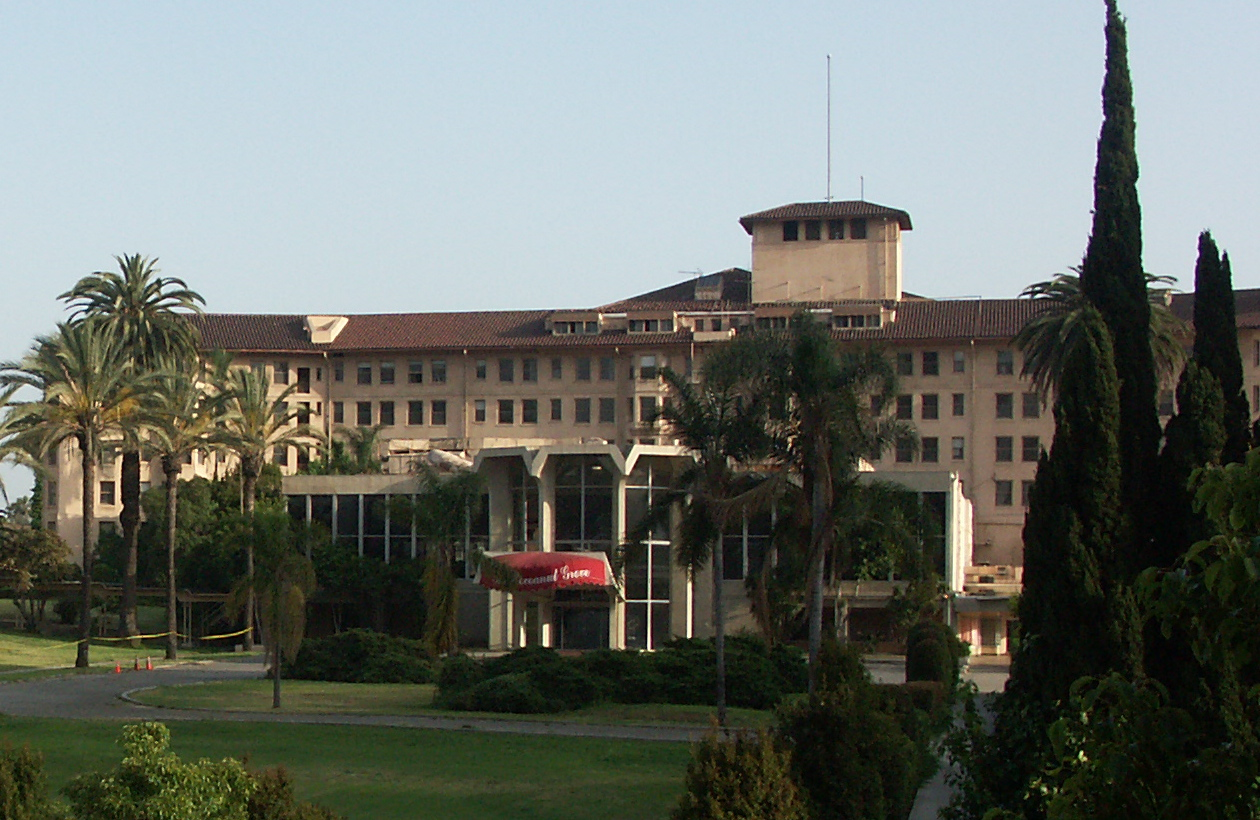
Het leegstaande hotel in 2004

Het Ambassador Hotel was een hotel in Los Angeles, in de Amerikaanse staat Californië. 
Het Ambassador Hotel bevond zich op 3400 Wilshire Boulevard, tussen Catalina Street en Mariposa Avenue, in het midden van wat toen het district Mid-Wilshire was. Het was opgetrokken in eclectische Mediterranean Revival-architectuur met art-deco-elementen. De plechtige opening was op 1 januari 1921. Van 1930 tot 1943 was het de locatie van zes Oscaruitreikingen. Er vonden eveneens Golden Globe-uitreikingen plaats. Er verbleven wel vaker beroemdheden en Pola Negri woonde er zelfs. Vermoedelijk hebben er zeven Amerikaanse presidenten overnacht. In de aan het hotel verbonden nachtclub, de Cocoanut Grove, kwamen tientallen grote namen uit de muziekwereld optreden. Maar het Ambassador Hotel was ook de plaats waar Robert F. Kennedy op 5 juni 1968 vermoord werd. Door de moord, maar ook door de teloorgang van de buurt (nu Koreatown), verloor het Ambassador Hotel aan aanzien vanaf de jaren 70. In 1989 sloot het hotel voor hotelgasten, maar er werd wel nog vaak evenementen gehouden en het hotel bleef een populaire plaats om er te filmen. Na een gerechtelijke strijd werd in 2005 beslist het hotel te slopen. In 2010 opende op dezelfde locatie een groot scholencomplex, Robert F. Kennedy Community Schools genaamd.